# Puchar Interkontynentalny w Lekkoatletyce 2010 – trójskok kobiet
Trójskok kobiet – jedna z konkurencji rozegranych podczas pucharu interkontynentalnego w Splicie. Trójskoczkinie rywalizowały 4 września – pierwszego dnia zawodów.

## Rezultaty
| WR - rekord świata \| CR - rekord imprezy \| NR - rekord kraju \| AR - rekord kontynentu                       |
| SB - najlepszy wynik w sezonie \| WL - najlepszy tegoroczny wynik na listach światowych \| PB - rekord życiowy |

| Poz. | Zawodniczka      | Reprezentacja  | #1    | #2    | #3    | #4    | Rezultat |
| ---- | ---------------- | -------------- | ----- | ----- | ----- | ----- | -------- |
| 1.   | Olga Rypakowa    | Azja i Oceania | 15.25 | 14.40 | x     | x     | 15.25 CR |
| 2.   | Olha Saładucha   | Europa         | 14.40 | x     | 14.70 | 14.54 | 14.70    |
| 3.   | Yargelis Savigne | Ameryka        | 14.61 | x     | 14.63 | x     | 14.63    |
| 4.   | Xie Limei        | Azja i Oceania | 14.12 | 14.35 | 14.23 | x     | 14.35 SB |
| 5.   | Simona La Mantia | Europa         | 14.12 | x     | 14.05 | x     | 14.12    |
| 6.   | Sarah Nambawa    | Afryka         | 13.51 | 13.42 | 13.78 | x     | 13.78    |
| 7.   | Nkiru Domike     | Afryka         | 12.82 | x     | 13.69 | x     | 13.69    |
| 8.   | Erica McLain     | Ameryka        | 12.67 | 13.62 | 13.57 | 13.28 | 13.62    |